# Santa Comba Club de Fútbol
El Santa Comba Club de Fútbol fue un equipo de fútbol español del municipio gallego de Santa Comba, en la provincia de La Coruña. Fue fundado en 1980 y desapareció en 2012.

## Historia
Fue fundado en 1980 como Atlético Mineiro. Tras militar en las categorías inferiores gallegas, en 2003 consiguió un histórico ascenso a Regional Preferente tras finalizar segundo.
En 2005 se planteó una posible fusión con el Xallas Fútbol Club, el equipo más antiguo del municipio, que al final no salió adelante, y el equipo cambió su nombre por el de Santa Comba Club de Fútbol.
Desapareció en 2012 tras ser absorbido por el Xallas Fútbol Club, que pasó a llamarse durante tres temporadas Xallas de Santa Comba Club de Fútbol.

## Datos del club
- Temporadas en 1.ª: 0
- Temporadas en 2.ª: 0
- Temporadas en 2ªB: 0
- Temporadas en 3.ª: 6
- Mejor puesto en la liga: 7.º (3.ª, temporada 2006/07)

| Temporada | Nivel | Categoría    | Puesto |
| --------- | ----- | ------------ | ------ |
| 1999/00   | 6     | 1.ª Regional | 4.º    |
| 2000/01   | 6     | 1.ª Regional | 4.º    |
| 2001/02   | 6     | 1.ª Regional | 14.º   |
| 2002/03   | 6     | 1.ª Regional | 2.º    |
| 2003/04   | 5     | Preferente   | 5.º    |
| 2004/05   | 5     | Preferente   | 1.º    |
| 2005/06   | 4     | 3.ª          | 10.º   |

| Temporada | Nivel | Categoría  | Puesto |
| --------- | ----- | ---------- | ------ |
| 2006/07   | 4     | 3.ª        | 7.º    |
| 2007/08   | 4     | 3.ª        | 13.º   |
| 2008/09   | 4     | 3.ª        | 8.º    |
| 2009/10   | 4     | 3.ª        | 11.º   |
| 2010/11   | 4     | 3.ª        | 17.º   |
| 2011/12   | 5     | Preferente | 4.º    |

## Palmarés
- Regional Preferente (1): 2004-05
- Subcampeón de la Copa Galiza (1): 2009
- Subcampeón de Primera Regional (1): 2002-03
- Segunda Regional (1): 1998-99
- Copa da Costa (1): 1998